# Храм Баграта
Храм Баграта — храм, зведений 1003 року в Кутаїсі в правління Баграта III як головний собор його царства і освячений на честь Успіння Богородиці.
Величний за розмірами і пропорціями, храм став принципово новим словом в історії закавказького зодчества, був пишно прикрашений різьбленням і мозаїками і відігравав виняткову роль у середньовічній історії Грузії. Зокрема, саме тут був коронований Давид IV Будівельник.
Під час нападу турків 1691 року пороховий вибух зруйнував покрівлю і купол собору, які згодом не відновлювалися.
В 1994 році храм Баграта був внесений ЮНЕСКО до числа об'єктів Всесвітньої спадщини, в 2001 році — переданий Грузинській православній церкві, яка періодично проводить тут богослужіння.

## Галерея

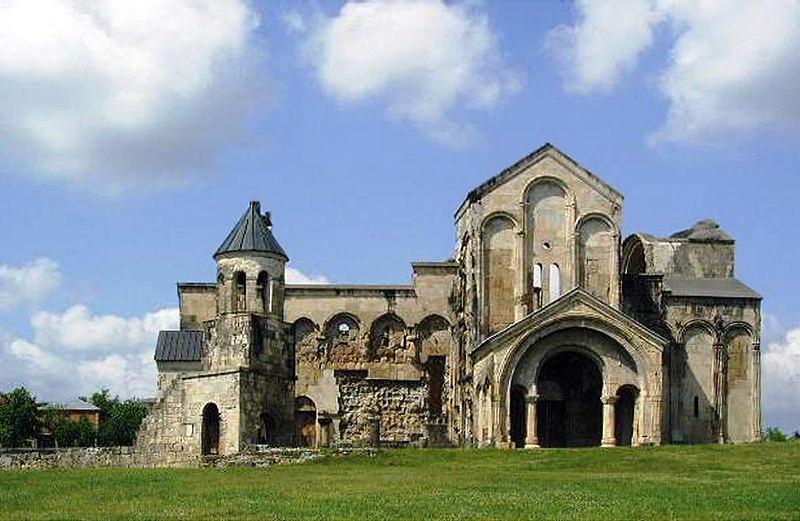
Аутентичний вигляд руїн (фото 2006 року)
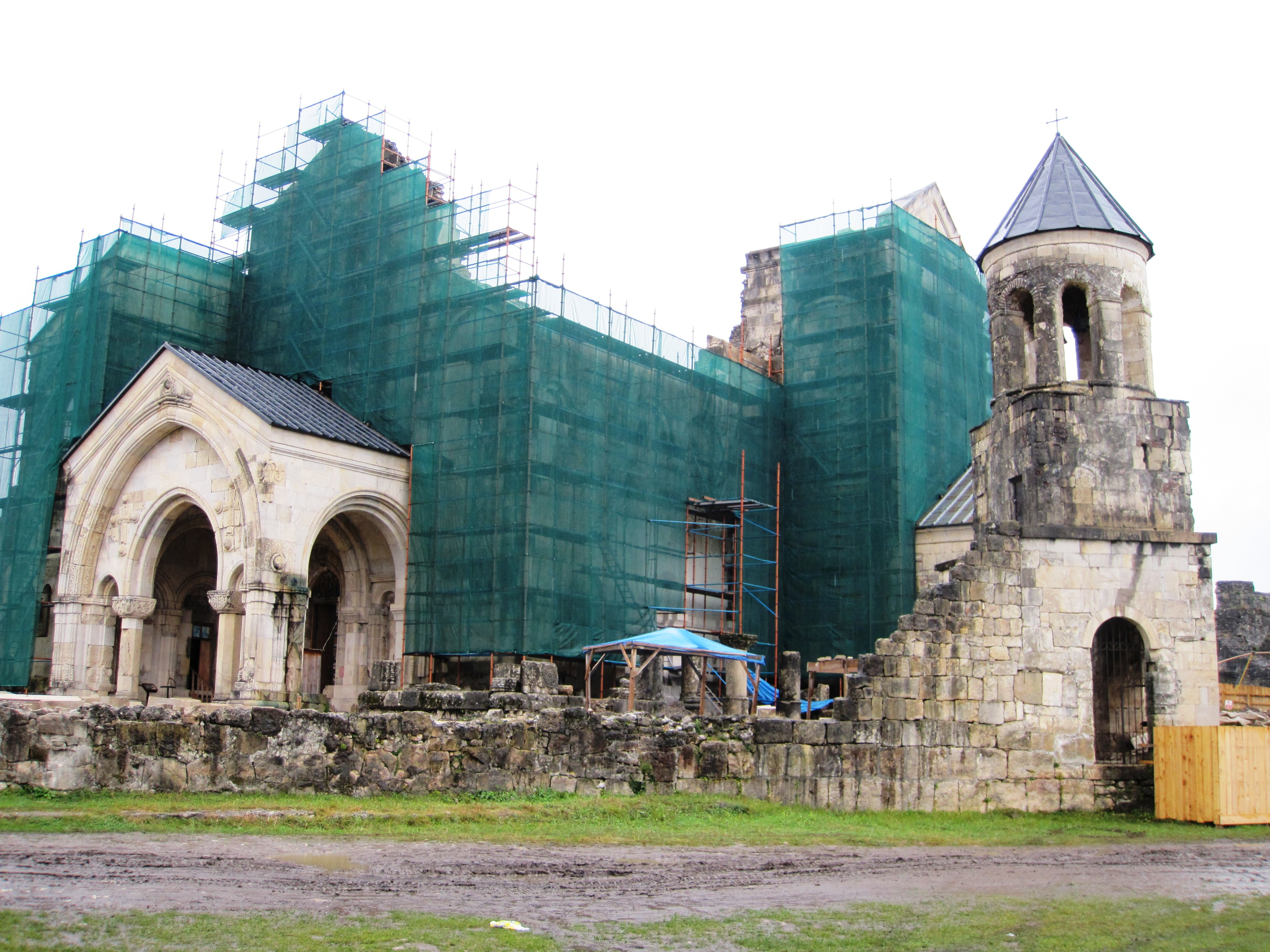
Реставрація
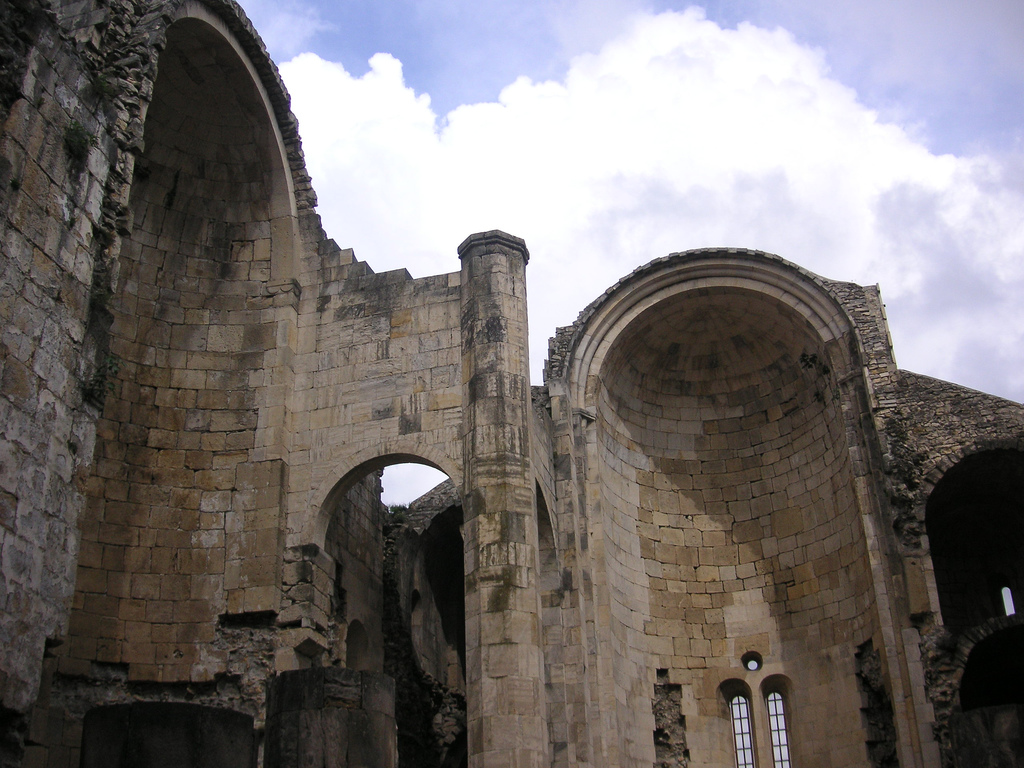
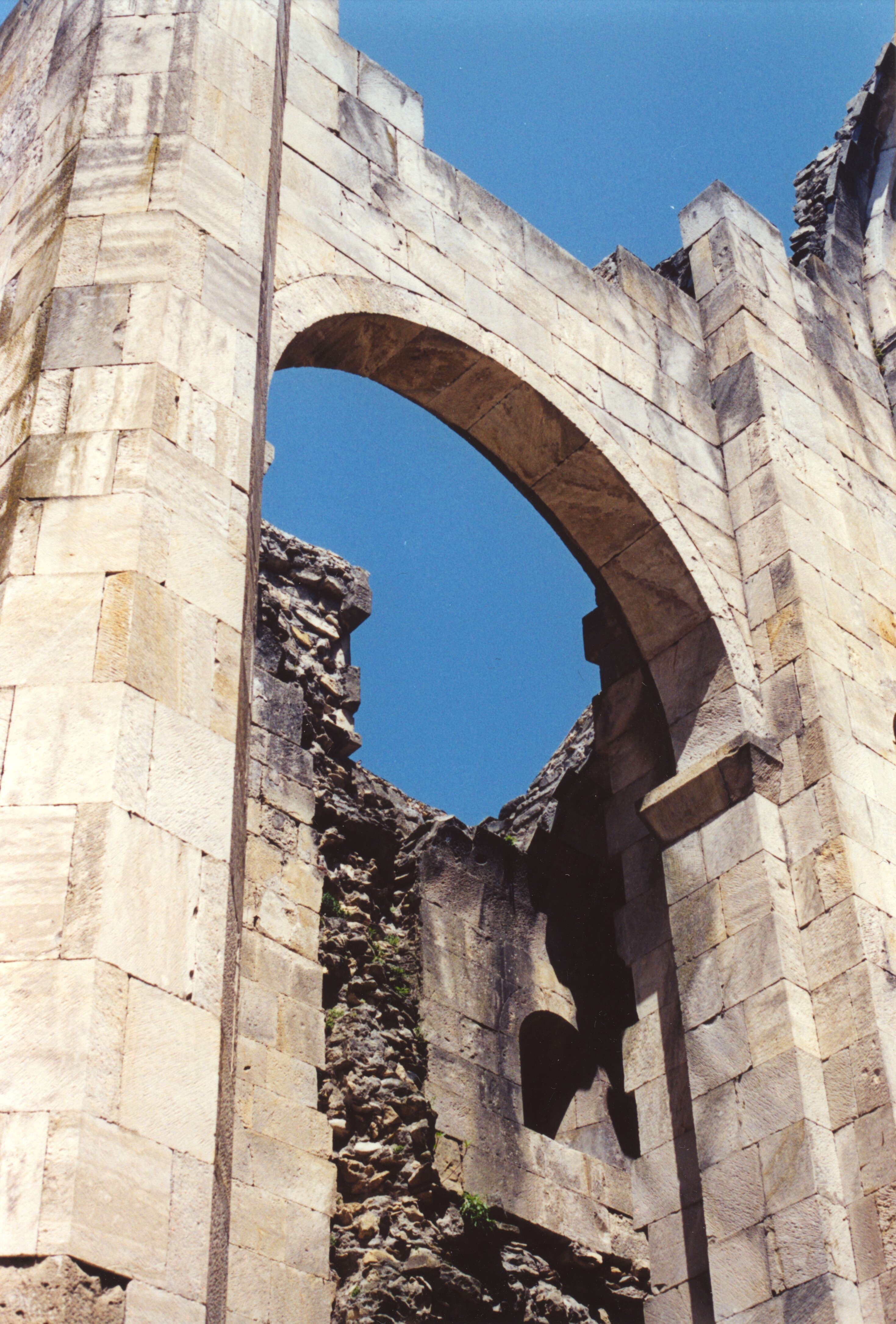
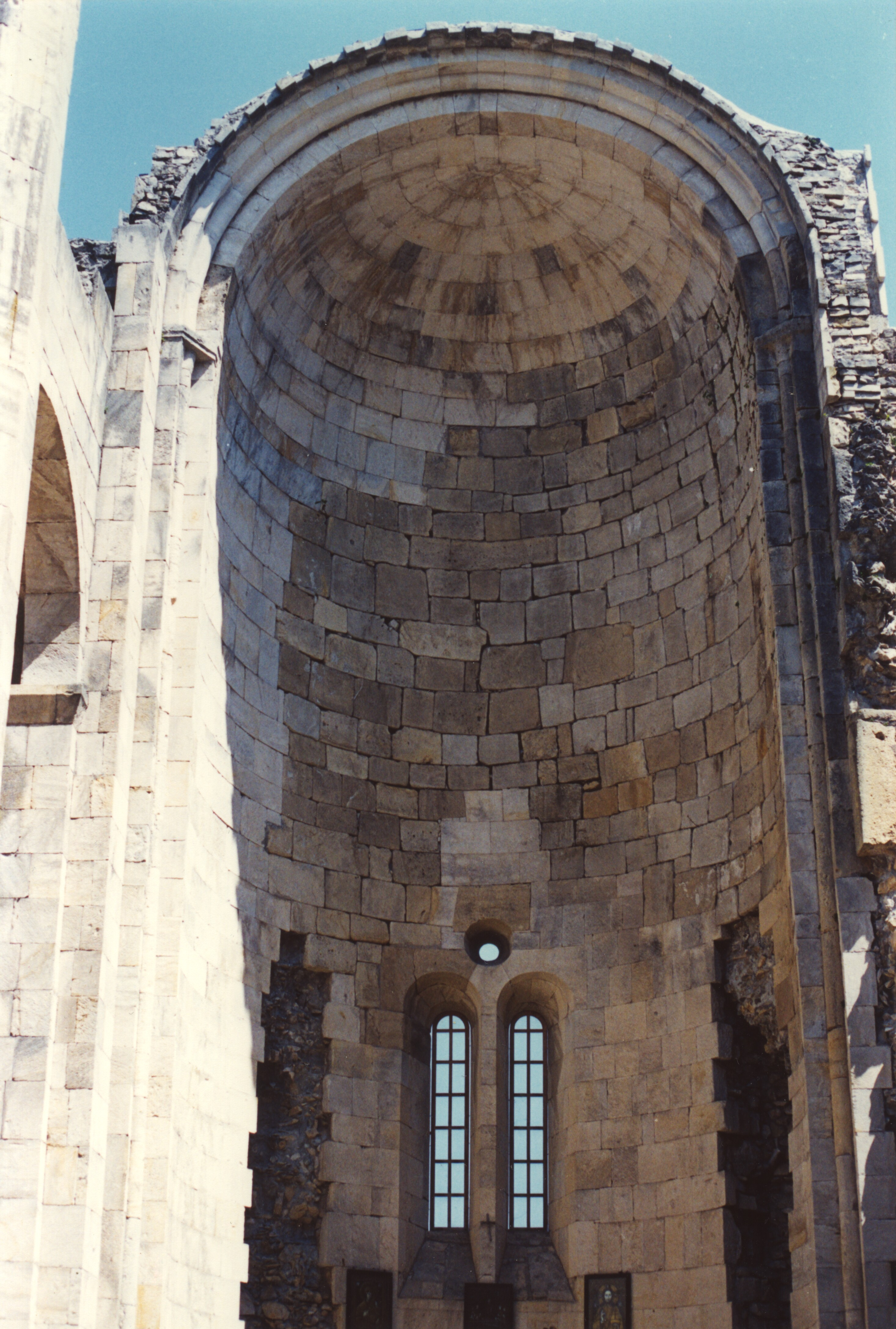
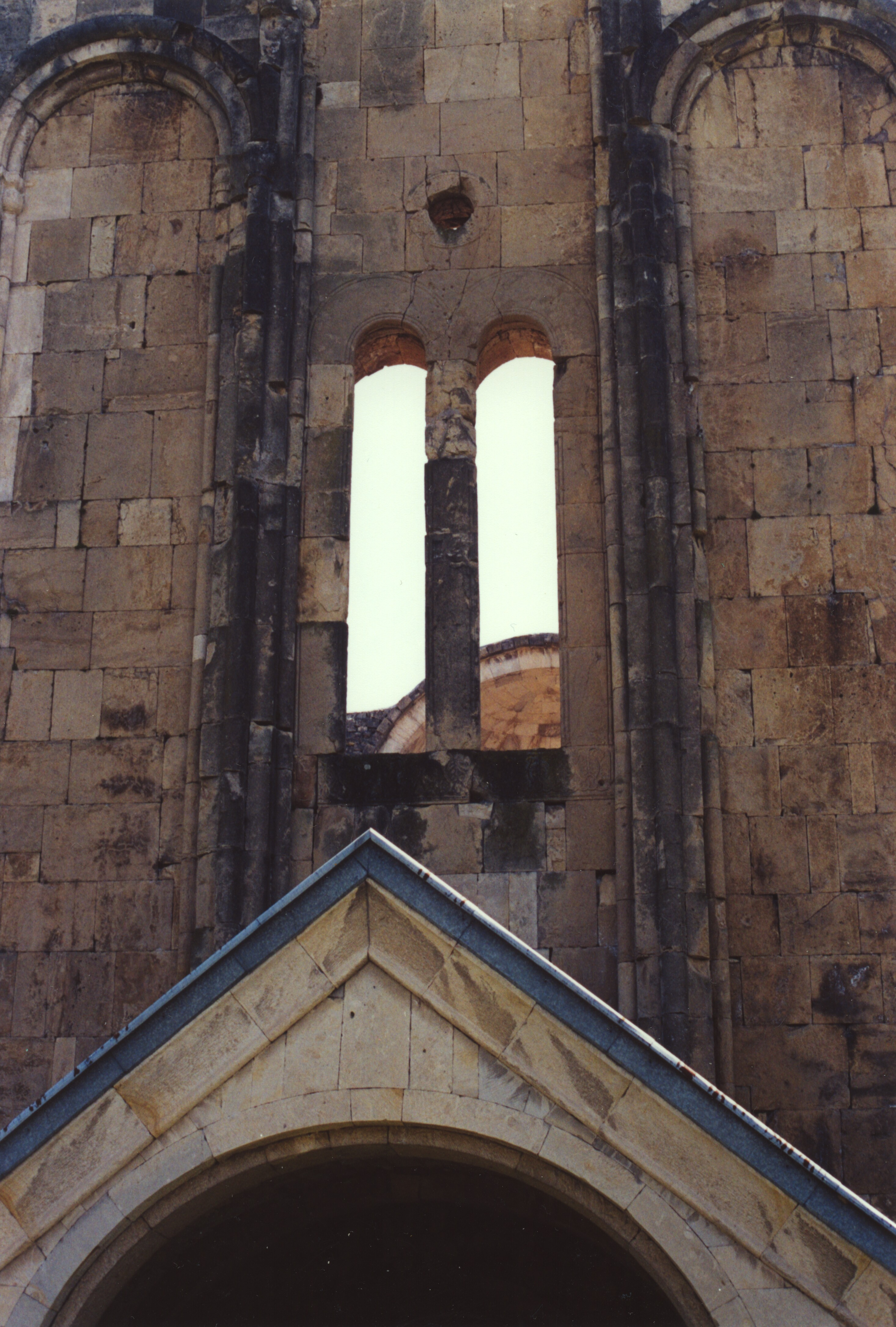

## Плани відновлення
Після переобрання на другий президентський термін Михайло Саакашвілі на церемонії інавгурації пообіцяв відтворити храм «в первинному вигляді». У відповідь на критику з боку мистецтвознавців та реставраторів, він заявив: «З цього питання я не зміню своєї думки. Баграті повинен бути відновлений і повинен знову постати перед Грузією у всій своїй красі» (жовтень 2009). У липні 2010 року ЮНЕСКО зажадало припинення будівництва на території пам'ятки та внесло його до Списку об'єктів Всесвітньої спадщини, що знаходяться під загрозою знищення.